# Metalocen

Structura chimică generală a unui metalocen, unde M reprezintă atomul metalic

Un metalocen este un compus organometalic alcătuit din doi anioni ciclopentadienil (Cp sau C
5H−
5) legați de un atom central metalic (M) în starea de oxidare II și cu formula generală (C5H5)2M. Un exemplu de metalocen este ferocenul, în care metalul central este fierul divalent. Alte exemple includ: uranocen, rodocen, cobaltocen, cromocen, etc.

## Istoric
Primul metalocen clasificat a fost ferocenul, compus care a fost descoperit simultan și independent în anul 1951 de Kealy și Pauson, și de Miller et al.